# Víshnivets
Víshnivets (en ucraniano: Ви́шнівець}, hasta 1939 y en ruso, Víshnevets (Ви́шневец), en polaco: Wiśniowiec (1921-1939), es un asentamiento de tipo urbano de Ucrania, ubicado en el raión de Krémenets de la óblast de Ternópil. Se halla en la orilla izquierda del río Horyn, afluente del Prípiat, entre Zagorodia y Lozi y frente a Stari Vishnivets y Fedkovtsi.
En 2018, el asentamiento tenía una población de 3256 habitantes. Desde 2016 es sede de un municipio que tiene una población total de más de ocho mil habitantes y que incluye 27 pueblos como pedanías.
Víshnivets es conocida por ser el dominio señorial originario de la casa real polaca Wiśniowiecki, originalmente rutena, pero que se convirtió al catolicismo (como parte de la polonización) y cuyo miembro fue el "primer hetman de los cosacos", Dmitró Vishnevetski, Baida.

## Historia

### Gran Ducado de Lituania
La primera mención sobre Víshnivets data de 1395, tras la anexión por parte del reino de Polonia del principado de Galitzia-Volynia cuando Dmitri Korybut construyó un castillo defensivo en unas tierras adquiridas de Vitautas.
En los privilegios del rey de Polonia Ladislao III del 9 de julio de 1463, éste otorga la posesión del castillo a Soltan Vishnevetski (el primero que lleva este apellido), hijo de su comandante, V. Nesvizki. La ciudad era famosa en la época por sus huertos de cerezos. El 23 de septiembre de 1494 tuvo lugar una batalla entre los polaco-lituanos y rusos contra los tártaros de Crimea con resultado desfavorable para los primeros, tras la que los tártaros saquearon la ciudad y produjeron grandes destrucciones.

### República de las Dos Naciones
En la Mancomunidad de Polonia-Lituania desde 1569, se convirtió en un enclave comercial y cultural de importancia en el sur de 
Volinia. En 1640 Yarema Vishnevetski fortificó y reconstruyó el castillo. Durante la rebelión de Jmelnitsky la ciudad fue ocupada por los rebeldes Bogdan en 1648, 1649 y 1651. El noble polaco Ezhi Bokrovski adquirió la finca, pero moriría en 1675, tras ser capturado por las tropas otomano-tártaras en el saqueo del castillo y la ciudad en una de las frecuentes incursiones en la segunda mitad del siglo XVII. La población sería exterminada y la ciudad entregada, según la leyenda popular, por la traición de la población judía.
En 1742, sería fundada aquí la primera logia masónica polaca del territorio de la actual Ucrania. En 1744, tras la muerte del último de los Wisniowiec (Michał Serwacy Wiśniowiecki), la propiedad pasó a los príncipes de Mniszchowie. En la localidad había tres iglesias y un monasterio con una iglesia de los carmelitas descalzos.

### Imperio ruso
En 1793, Víshnivets, como resultado de la división de Rzeczpospolita, pasó a formar parte del Imperio ruso. Pasaría a ser centro de un volost del uyezd de Kremenets de la gobernación de Volinia. En 1852 el palacio se convirtió en propiedad de la princesa Abamelek, en 1857 pasó a V. Pliatera y en 1876 al general I. de Toll.

### República Popular Ucraniana
Tras la formación de la República Popular de Ucrania en 1917, la ciudad pasó a formar parte del nuevo estado.

### República de Polonia

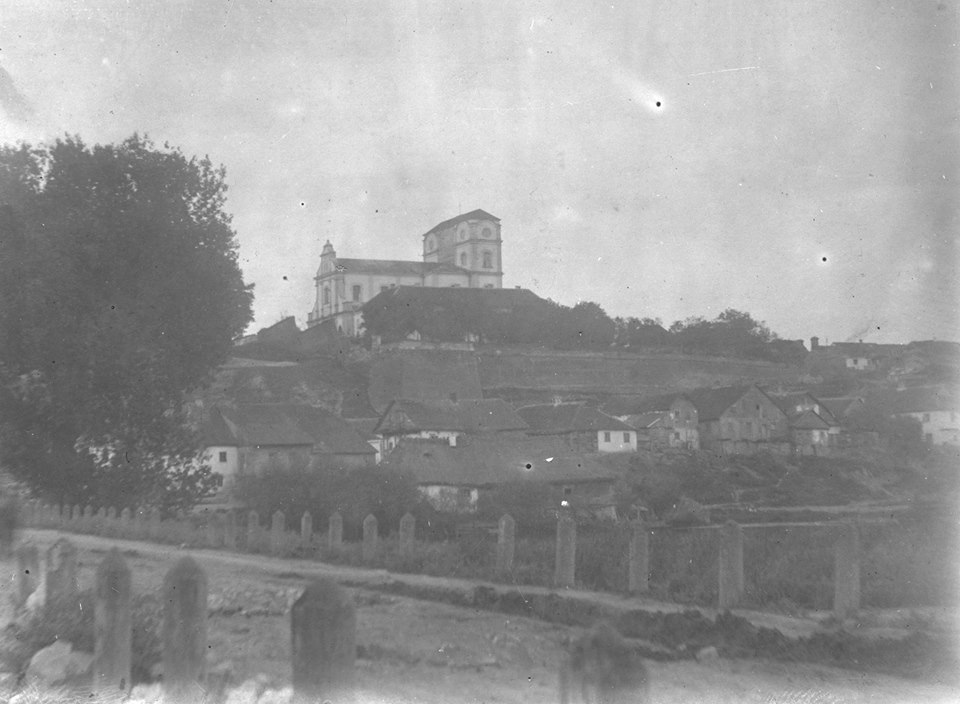
Iglesia católica en Víshnivets, antes de 1939.

Víshnivets estuvo entre las localidades que pasarían a la Segunda República Polaca tras la guerra polaco-soviética en 1921. En 1925 se inauguró un museo en el edificio principal del palacio.

### Unión Soviética
En 1939, la localidad fue anexada por la Unión Soviética como consecuencia del pacto Molotov-Ribbentrop. 
En marzo de 1941, los objetos de valor y arte fueron trasladados desde el castillo-palacio a Moscú, al Museo Estatal de Historia. El 2 de julio del mismo año las tropas de la Wehrmacht de la Alemania Nazi entraron en Víshnevets. La Gestapo se instaló en el palacio. El 12 de julio, 35 judíos fueron asesinados por la policía. El 30 de julio, se fusiló a unos cuatrocientos judíos, y el 4 de septiembre, a 146 más. En marzo de 1942, se creó un ghetto donde se instaló a los judíos de los pueblos cercanos. El ghetto sería liquidado el 11 de agosto de ese año, cuando asesinaron a 2 500 judíos. En los siguientes meses se mataron cientos de judíos escondidos. En el cementerio judío de la localidad se preservan monumentos del siglo XVI. 
En 1949 el castillo de Víshnevets se incendió y sería reconstruido entre 1962 y 1970. En 1963, la Iglesia de la Ascensión fue cerrada y saqueada.

## Demografía
| 1959 | 1970 | 1979 | 1989 | 2001 | 2011 | 2017 |
| ---- | ---- | ---- | ---- | ---- | ---- | ---- |
| 1557 | 2224 | 2417 | 4001 | 3483 | 3424 | 3282 |

## Economía
Las principales compañías de la economía de la localidad han sido OAO Vishnivetski syrzavod (queso, cerrada), OAO Vishnivetskaya Agropromtejnika y la fábrica de ladrillos (cerrada).

## Transporte
Por la localidad pasan las autopistas M19 (E85) y T-2009. La estación de ferrocarril más cercana se halla a 16 km, en Karnachivka.

## Servicios sociales
La localidad cuenta con una escuela, un jardín de infancia, una escuela de deportes para la infancia y la juventud, una escuela de música y un hospital.

## Patrimonio
Los monumentos más destacables de la localidad son el castillo del siglo XV, el palacio y parque de los príncipes de Wiśniowiec (siglo XVII), la Iglesia del Arcángel Miguel (1726, reconstruida en 1768 y 1840), la Iglesia de la Ascensión (1530), las celdas del Monasterio de los Carmelitas Descalzos, la Iglesia de San Estanislao (1727) y la tumba a los caídos soviéticos.

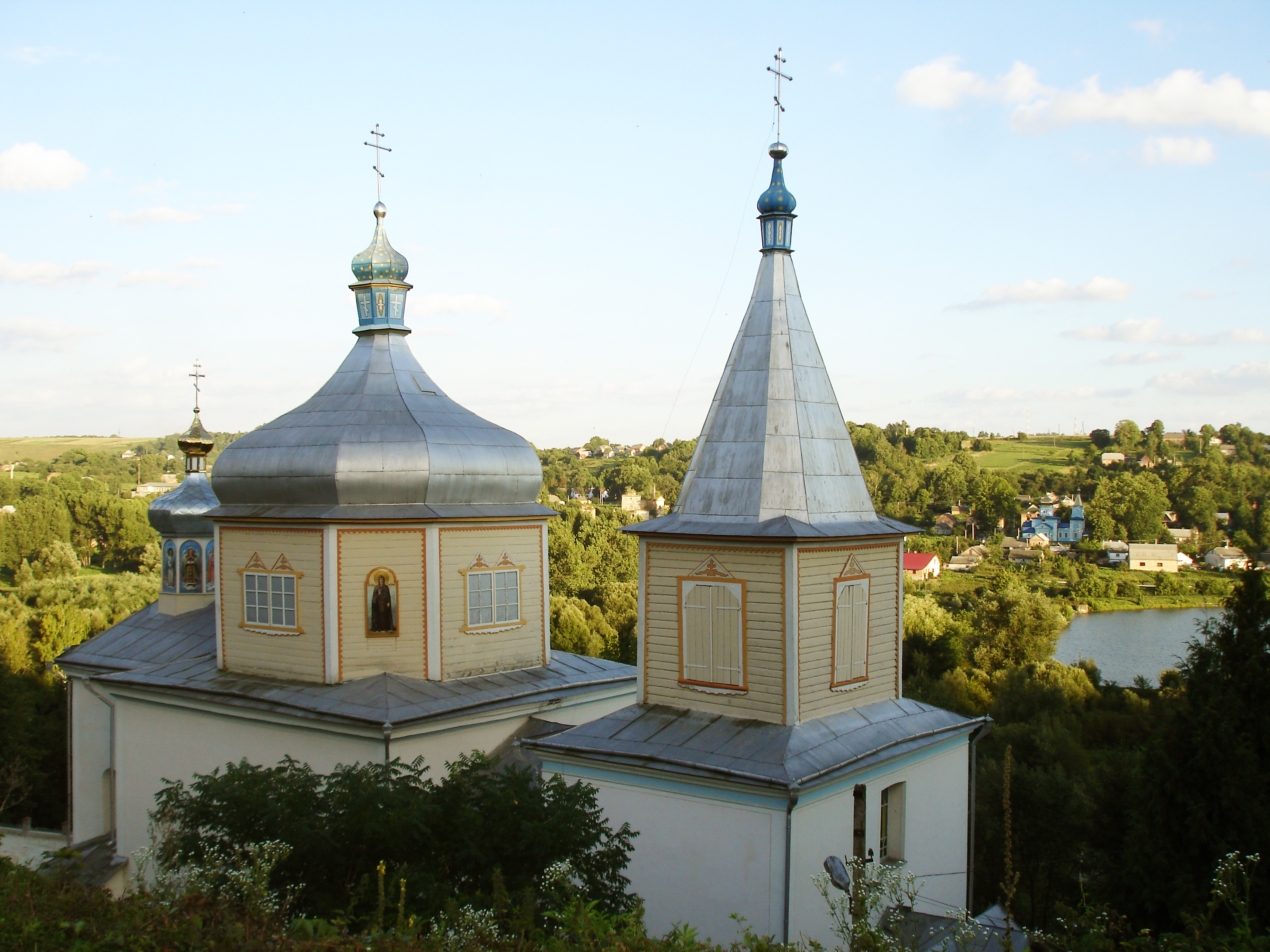
Iglesia de la Ascensión.
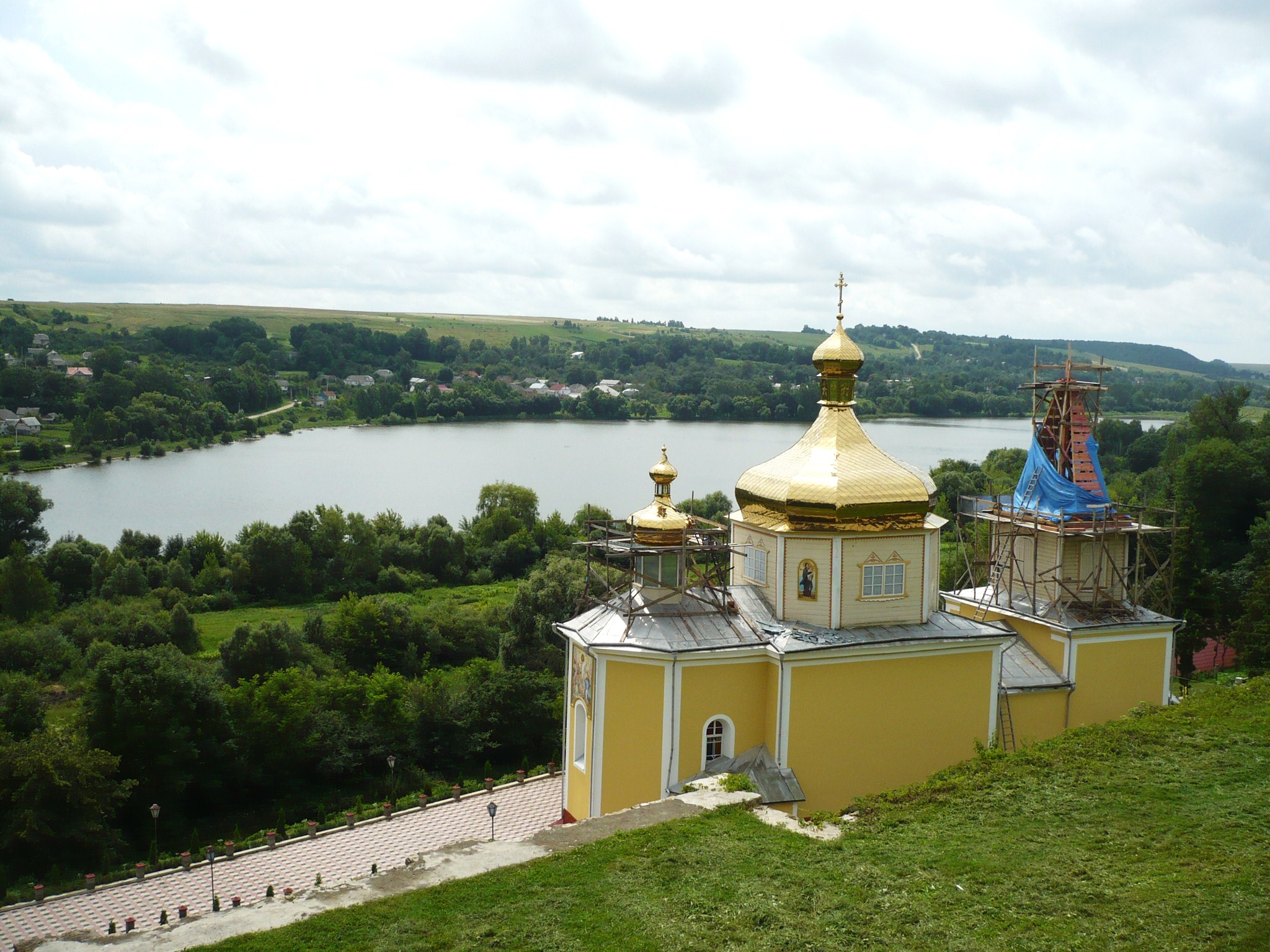
Iglesia del castillo y río Horyn.
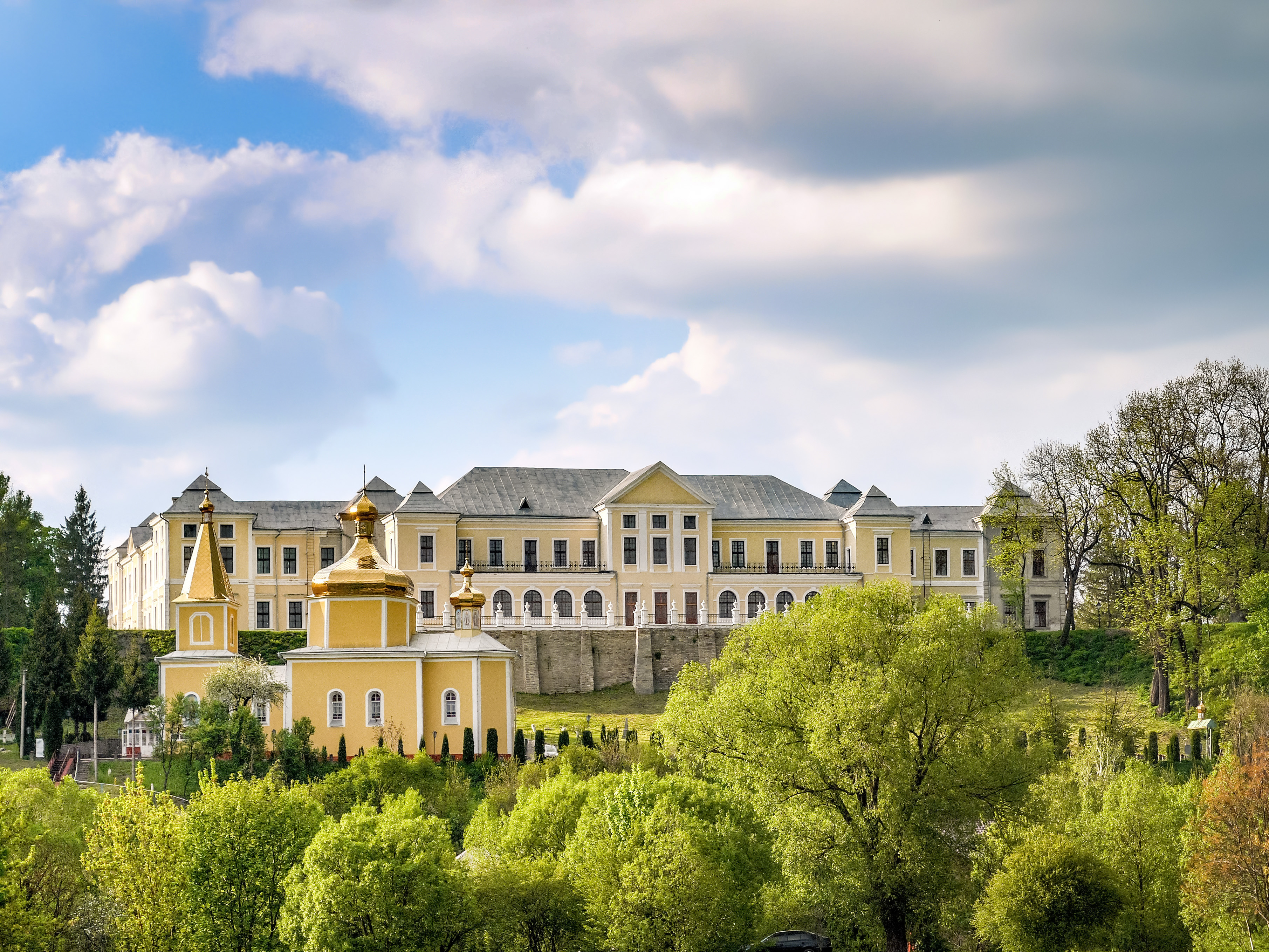
Palacio del siglo XVII.
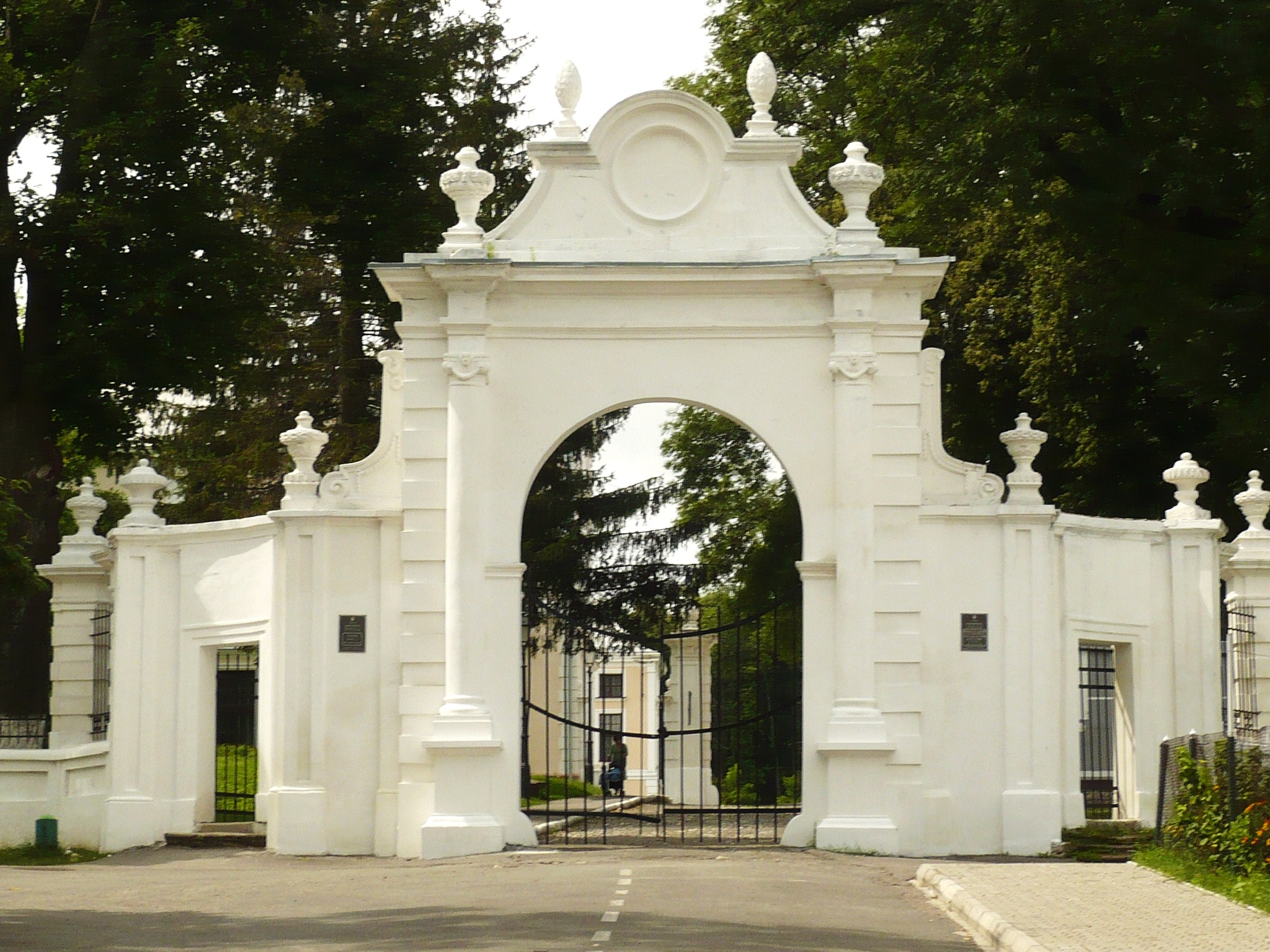
Entrada al palacio.
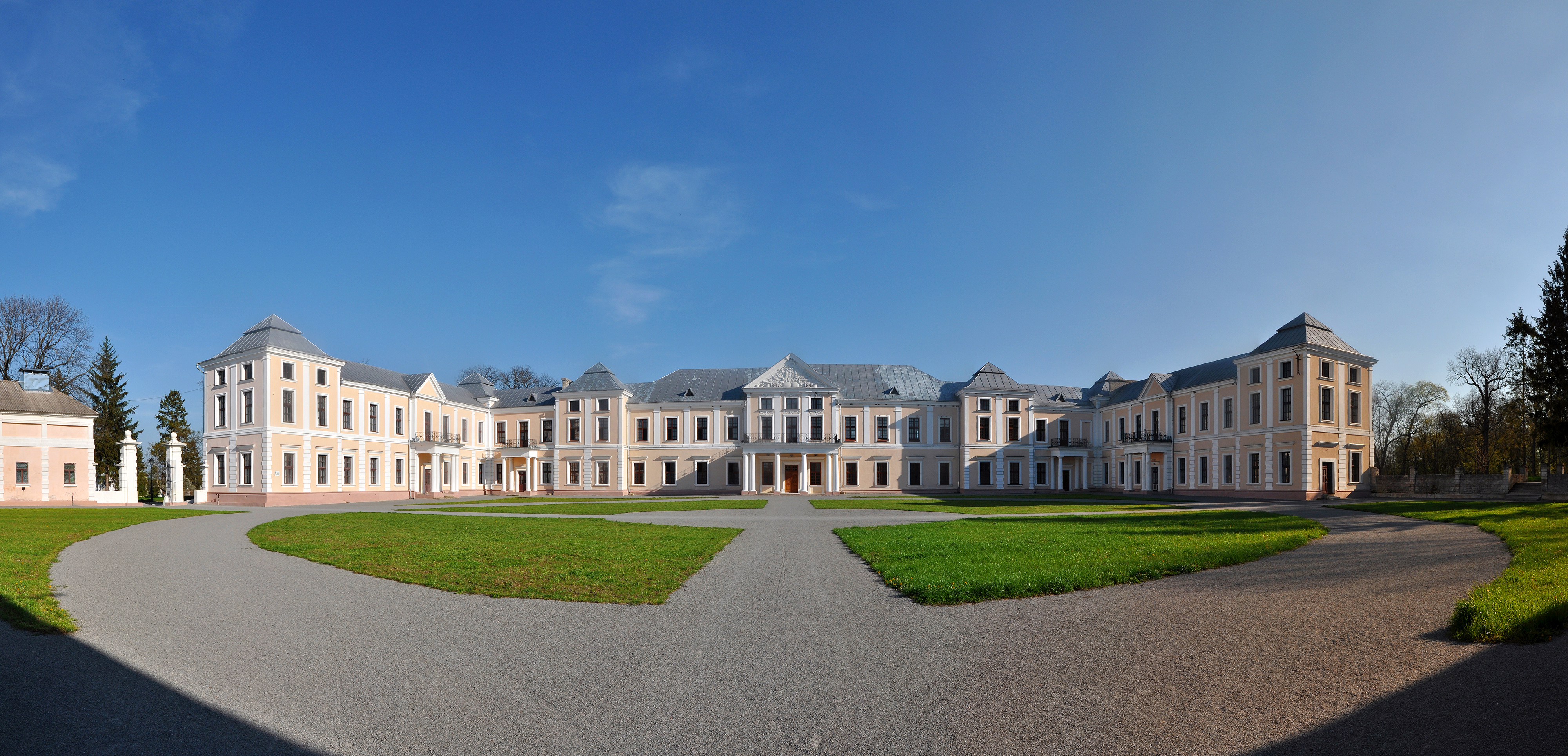
Edificio central del palacio.
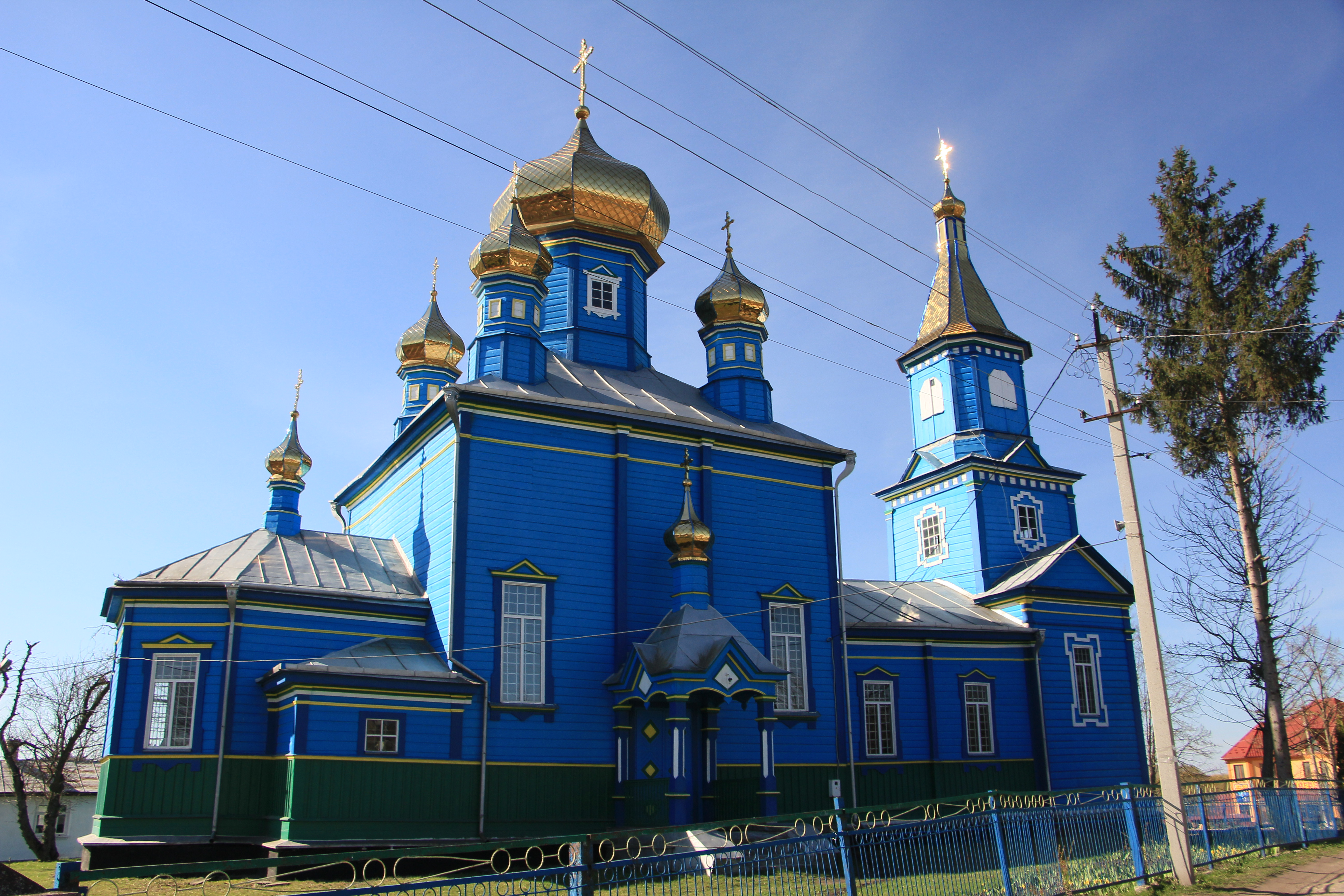
Iglesia de la localidad.
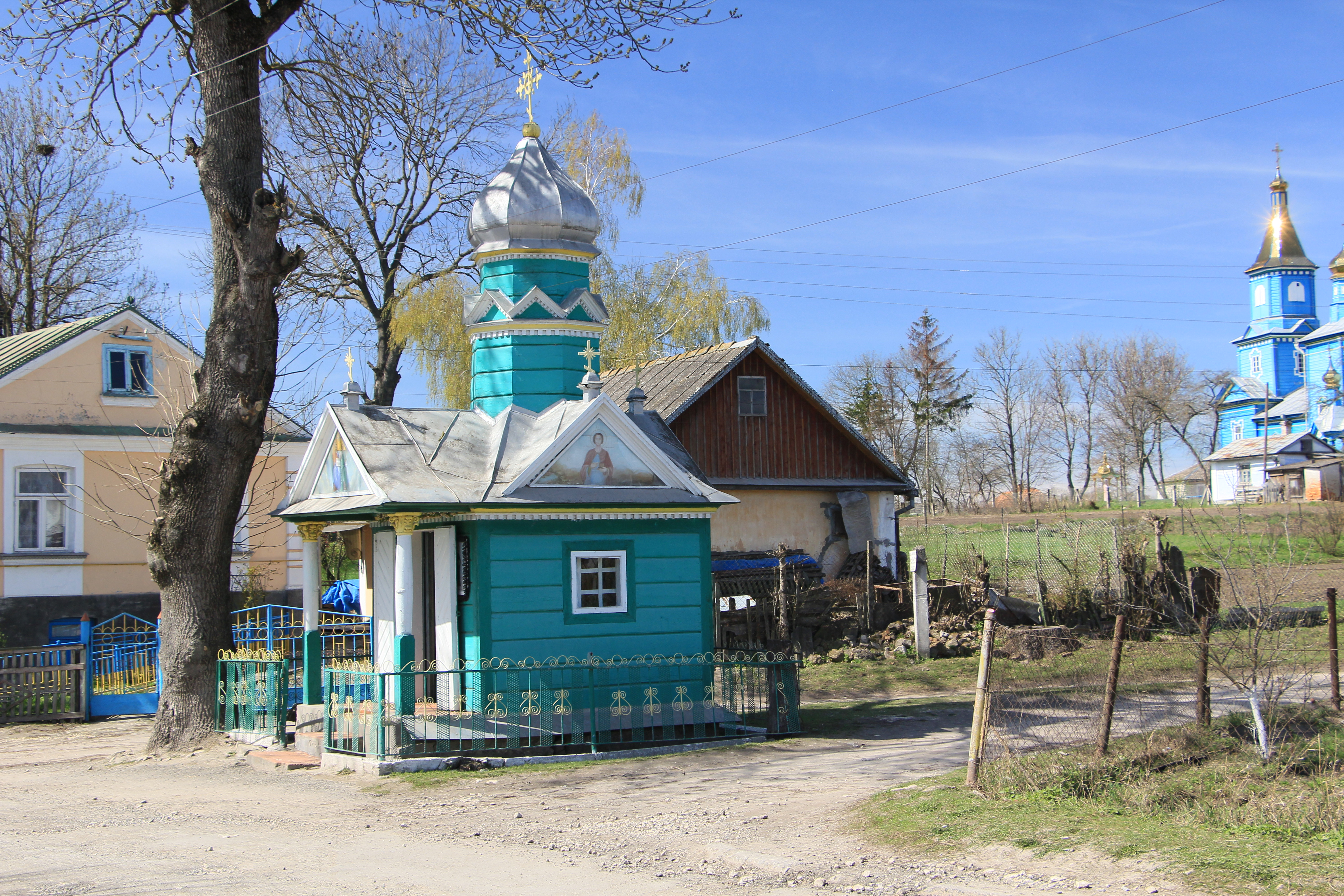
Capilla en Víshnivets.